# Taguig
Taguig è una città componente delle Filippine, ubicata nella Regione Capitale Nazionale.
Taguig è formata da 28 baranggay:
| - Bagong Tanyag - Bagumbayan - Bambang - Calzada - Central Bicutan - Central Signal - Fort Bonifacio - Hagonoy - Ibayo-Tipas - Katuparan - Ligid-Tipas - Lower Bicutan - Maharlika Village - Napindan | - New Lower Bicutan - North Daang Hari - North Signal - Palingon - Pinagsama - San Miguel - Santa Ana - South Daang Hari - South Signal - Tuktukan - Upper Bicutan - Ususan - Wawa - Western Bicutan |